# Capriccio Italien
Capriccio Italien, Op. 45 là bản fantasia dành cho dàn nhạc giao hưởng của nhà soạn nhạc người Nga Pyotr Ilyich Tchaikovsky. Tác phẩm được sáng tác vào năm 1883.

## Âm thanh
| Bản Capriccio Italien của Tchaikovsky, phần 1 |  |
|                                               |  |
|                                               |  |

| Bản Caprccio Italien của Tchaikovsky, phần 2 |  |
|                                              |  |
|                                              |  |